# Tobias Schwede
Tobias Schwede (* 17. März 1994 in Bremen) ist ein deutscher Fußballspieler auf der Position eines offensiven Mittelfeldspielers.

## Karriere
Nach einer Ausbildung beim Habenhauser FV wechselte Schwede 2005 in die Nachwuchsabteilung des SV Werder Bremen. Bis zur U-23 durchlief er fortan sämtliche Nachwuchsmannschaften. Zur Saison 2013/14 rückte der Mittelfeldspieler in den Kader der in der Regionalliga Nord antretenden zweiten Mannschaft der Bremer auf. Hier debütierte er am 18. August 2013 (3. Spieltag) beim 3:2-Heimerfolg über den SV Eichede, als er in der Startaufstellung stand, in der 40. Minute jedoch, da der Bremer Torwart Kevin Otremba die rote Karte gesehen hatte, für Ersatztorwart Tobias Duffner weichen musste. Insgesamt kam Schwede in seiner Premierensaison auf 24 Einsätze, in denen ihm ein Torerfolg gelang. Mitten in der folgenden Spielzeit, in deren Verlauf Schwede weitere 15 Einsätze und einen Treffer beigesteuert hatte, zog er sich einen Kreuzbandriss zu, der ihn für längere Zeit außer Gefecht setzte. Am Ende der Saison stand für die Mannschaft der Aufstieg in die 3. Liga fest. In der Saison 2015/16 kam er nach seiner Genesung nur noch in der U-21-Mannschaft zum Einsatz. Daraufhin wechselte er zur Spielzeit 2016/17 zu Ligakonkurrent 1. FC Magdeburg, wo er einen Einjahresvertrag und die Rückennummer 15 erhielt.  Sein Drittligadebüt feierte er am 9. August 2016 (3. Spieltag) beim 3:0-Heimsieg gegen den SC Paderborn 07. Zu Beginn der Saison 2018/19 wechselte Tobias Schwede zum SC Paderborn. Ein Jahr später verließ er Paderborn und schloss sich dem SV Wehen Wiesbaden an.
Im Januar 2021 unterschrieb Schwede einen bis 30. Juni 2022 gültigen Vertrag bei Hansa Rostock. Bei den Mecklenburgern traf er nicht nur auf seinen ehemaligen Trainer aus vergangener Zeit in Magdeburg, Jens Härtel, sondern auch auf vier weitere Weggefährten jener Tage. Nebst Jan Löhmannsröben, Nils Butzen, Björn Rother und Manuel Farrona Pulido heuerte der gebürtige Bremer als fünfter Ex-Magdeburg-Spieler in Rostock an. Einen Tag nach seiner Vertragsunterschrift in Rostock fand auch Philip Türpitz, ebenfalls ein Ex-Magdeburger, den Weg zu den Ostseestädtern. Zu seinem Debüt im Dress der Hanseaten kam Schwede am 5. Februar 2021. Beim Stande von 0:2 im Heimspiel vor pandemiebedingt leeren Rängen im Ostseestadion gegen den SC Verl wurde er zur Halbzeit eingewechselt. Hansa drehte die Partie und gewann mit 3:2. Bis zum Saisonende brachte es Schwede verletzungsbedingt auf zusammen nur 11 Einsätze und stieg schließlich mit den Ostseestädtern in die 2. Bundesliga auf. In der nun kommenden Zweitligasaison 2021/22 laborierte er weiterhin an seiner Verletzung und kam in der Folge erst ab März 2022 auf nur insgesamt drei Zweitliga-Einsätze, war somit aber Teil jener Mannschaft, die vorzeitig den Klassenerhalt sicherstellen konnte.
Im Sommer 2022 wechselte er in die 3. Liga zum 1. FC Saarbrücken. Nach 13 Einsätzen wurde der Vertrag jedoch bereits zum 31. Dezember 2022 im beiderseitigen Einvernehmen aufgelöst.

## Erfolge
Werder Bremen II
- Regionalliga-Meister: 2015
- Aufstieg in die 3. Liga: 2015

1. FC Magdeburg
- Landespokalsieg Sachsen-Anhalt: 2017, 2018
- Drittliga-Meister: 2018
- Aufstieg in die 2. Bundesliga: 2018

SC Paderborn 07
- Aufstieg in die Bundesliga: 2019

F.C. Hansa Rostock
- Aufstieg in die 2. Bundesliga: 2021